# François de Malherbe

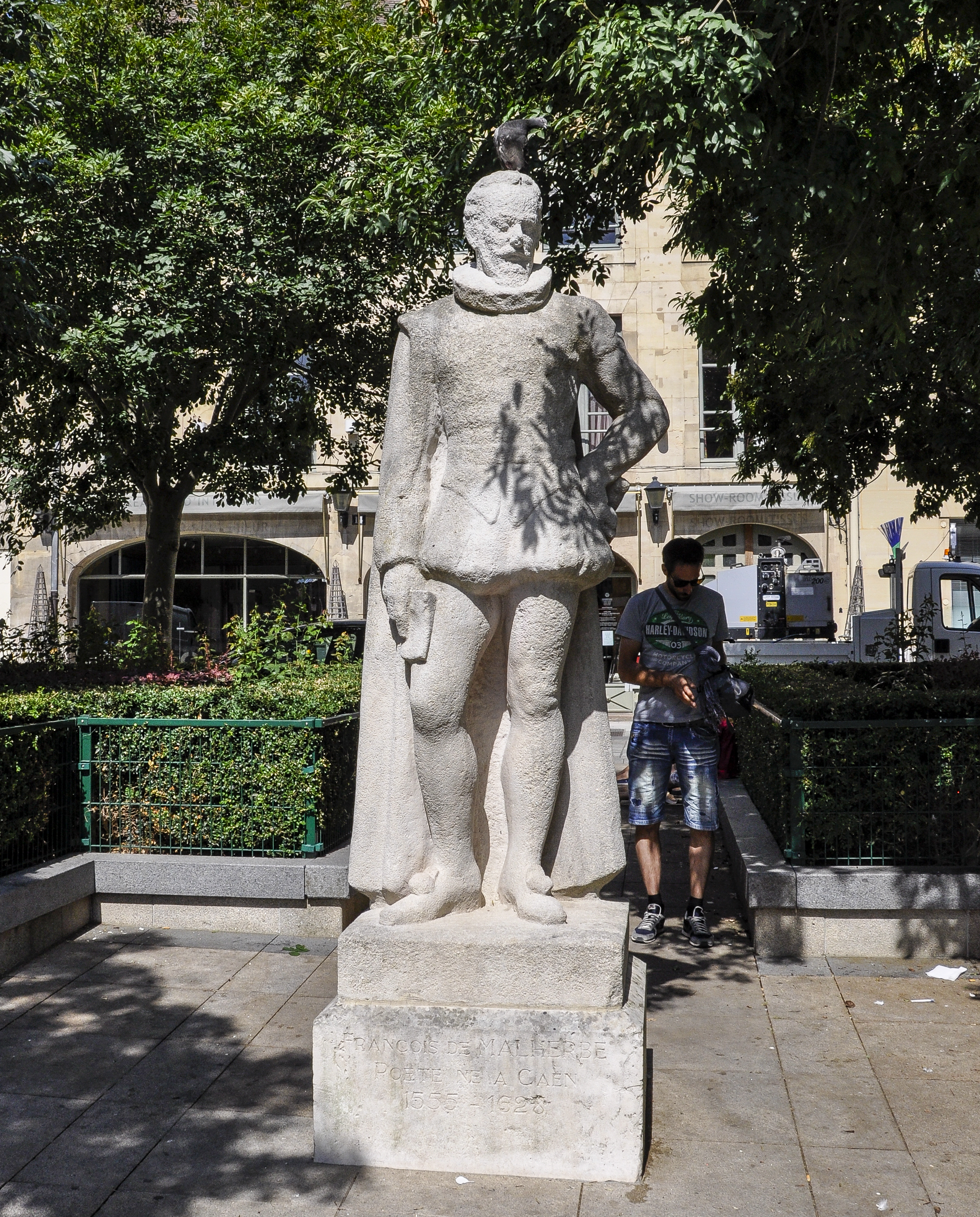
Zijn standbeeld in Caen

François de Malherbe (bij Caen, 1555 - Parijs, 16 oktober 1628) was een Franse dichter uit een adellijke familie. 

## Biografie
Hij ging op 19-jarige leeftijd een relatie aan met Henri d'Angoulême, een grote Franse prior en een onwettige zoon van koning Hendrik II. Malherbe was lid van de Franse Katholieke Liga voordat hij trouwde met de dochter van een Franse parlementsvoorzitter en zich in het Zuid-Franse Aix-en-Provence vestigde. In 1585 werd hij teruggeroepen naar Parijs en kreeg daar kost en inwoning van Hendrik IV en Maria de' Medici. Een jaar later overleed Malherbes schoonvader, waardoor zijn positie aan het hof onzeker werd. In 1586 ging Malherbe terug naar zijn geboortestreek Normandië.
Malherbe had secretarieel werk gedaan bij de hertog van Angoulême, maar hij beschouwde poëzie als zijn voornaamste roeping. Hij was een echte taalpurist en zag het als zijn levenstaak om de Franse taal zo goed mogelijk te zuiveren van vreemde elementen en op een aantal punten bij te schaven. Hij wordt daarom beschouwd als een van de eerste theoretici van het classicisme en een van de belangrijkste hervormers van de Franse taal. Vooral gedurende de periode van het ancien régime is Malherbes werk vele malen heruitgegeven.
Malherbe had met name kritiek op het maniërisme en de barok die het werk van de Franse dichters van de voorafgaande eeuw gekenmerkt hadden, in het bijzonder dat van Philippe Desportes. Onder zijn eigentijdse collega's had Malherbe veel bewonderaars zoals Nicolas Boileau, die in zijn eigen werk de hemistiche Enfin Malherbe vint... als standaardaanhef hanteerde. Door anderen zoals Gédéon Tallemant des Réaux werd hij gezien als een obsessieve taalpurist.
Malherbe had één zoon, Marc-Antoine. Deze werd in 1627 in Cadenet gedood tijdens een duel met graaf Paul de Fortia de Piles. Malherbe vroeg Lodewijk XIII en Richelieu, die zijn zoon al eens hadden beschermd, om genoegdoening. Zelf overleed hij 15 maanden later.
- Bibsys: 90596337
- Biblioteca Nacional de España: XX1214642
- Bibliothèque nationale de France: cb12327103c (data)
- Catàleg d'autoritats de noms i títols de Catalunya: 981058509667106706
- CiNii: DA02912668
- Gemeinsame Normdatei: 11873038X
- International Standard Name Identifier: 0000 0001 1060 6733
- Library of Congress Control Number: n50044323
- MusicBrainz: b28e8319-216b-4d33-87a3-0321bdaef776
- Nationale Bibliotheek van Tsjechië: jn19990005339
- Nationale bibliotheek van Australië: 35720178
- Nationale Bibliotheek van Israël: 987007275318205171
- Nationale en Universitaire bibliotheek Zagreb: 000273915
- Nederlandse Thesaurus van Auteursnamen: 068383398
- Réseau des bibliothèques de Suisse occidentale: 02-A003554055
- Istituto Centrale per il Catalogo Unico: MILV105023
- LIBRIS: 262140
- SNAC: w6tx3q29
- Système universitaire de documentation: 032192878
- Trove: 1057254
- Virtual International Authority File: 46831035
- WorldCat: E39PBJkHptcyQPYkPd6yD7YXVC